# Ларибуазьер, Жан Амбруаз Бастон де
Жан Амбруаз Бастон де Ларибуазьер (фр. Jean Ambroise Baston de Lariboisière; 1759—1812) — французский военный деятель, первый генеральный инспектор артиллерии (с 29 января 1811 года), дивизионный генерал (1807 год), граф Империи (1808 год), участник революционных и наполеоновских войн.

## Биография
Родился в провинциальной дворянской семье, на военной службе с 1781 года в артиллерийском полку Ла Фер, где познакомился со своим младшим по возрасту сослуживцем Наполеоном Бонапартом, и вошёл в число его друзей.
К началу Французской Революции, Ларибуазьер был опытным офицером. К смене власти в стране он отнёсся сдержанно-положительно и остался служить в артиллерии, теперь уже не королевской, а республиканской. Участвовал в обороне французами Майнца, после взятия города некоторое время провёл в плену.
Затем Ларибуазьер занимал ряд военно-административных должностей, в частности, возглавлял артиллерийское училище в Страсбурге.
После прихода Наполеона к власти, произведён в бригадные генералы (1803 год).
Отличился при Аустерлице, во главе артиллерии корпуса Сульта направленным огнём своих батарей взломав лёд на пруду, по которому отступали русские войска, утопив много русских солдат и артиллерии, и превратив отступлении в бегство.
Сражался при Йене, поспособствовав разгрому пруссаков. Произведён в дивизионные генералы. При Эйлау командовал артиллерией Императорской гвардии, находился весь день в гуще боя во главе мощной батареи из 40 орудий. Был ранен при осаде Данцига, но продолжил командовать осадной артиллерией, участвовал в битве при Фридланде.
Под надзором Ларибуазьера на реке Неман был смонтирован плот, для встречи Наполеона и Александра Первого и заключения Тильзитского мира.
Руководил артиллерией в Испании, при Ваграме, в русском походе — командующий всей армейской артиллерией Великой армии. Пушки генерала нанесли огромный урон русским частям под Смоленском и при Бородино. При Бородино, однако, генерал потерял, в ходе одной из атак, любимого сына, молодого кавалерийского офицера. Это сломило немолодого военачальника, и он скончался в конце того же года в Кёнигсберге, не выдержав печали, и невзгод отступления из России.
Имя генерала выбито на восточной стене парижской Триумфальной Арки.

## Воинские звания
- Младший лейтенант (2 августа 1781 года);
- Лейтенант (6 января 1785 года);
- Капитан (1 апреля 1791 года);
- Командир батальона (16 мая 1793 года);
- Полковник (6 ноября 1796 года);
- Бригадный генерал (29 августа 1803 года);
- Дивизионный генерал (3 января 1807 года);
- Первый генеральный инспектор артиллерии (с 29 января 1811 года по 21 декабря 1812 года).

## Титулы
- Граф Ларибуазьер и Империи (фр. comte de Lariboisière et de l'Empire; декрет от 19 марта 1808 года, патент подтверждён 26 октября 1808 года)[2].

## Награды
Легионер ордена Почётного легиона (11 декабря 1803 года)
 Коммандан ордена Почётного легиона (14 июня 1804 года)
 Великий офицер ордена Почётного легиона (4 июня 1807 года)
 Кавалер саксонского ордена Святого Генриха (29 июня 1807 года)
 Командор баденского ордена военных заслуг Карла-Фридриха (3 февраля 1808 года)
 Высший сановник ордена Железной Короны (1809 год)

## Галерея

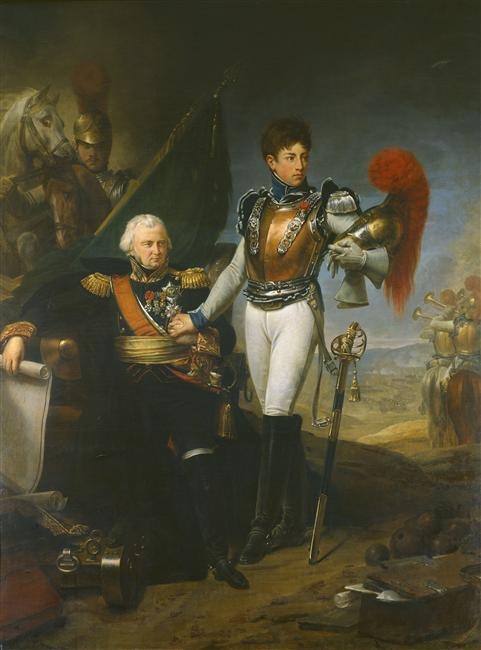
Генерал прощается со своим младшим сыном Фердинандом (1790-1812), юным офицером Карабинеров[3], который погибнет смертью храбрых при Бородино. Картина Антуна Жана Гро.
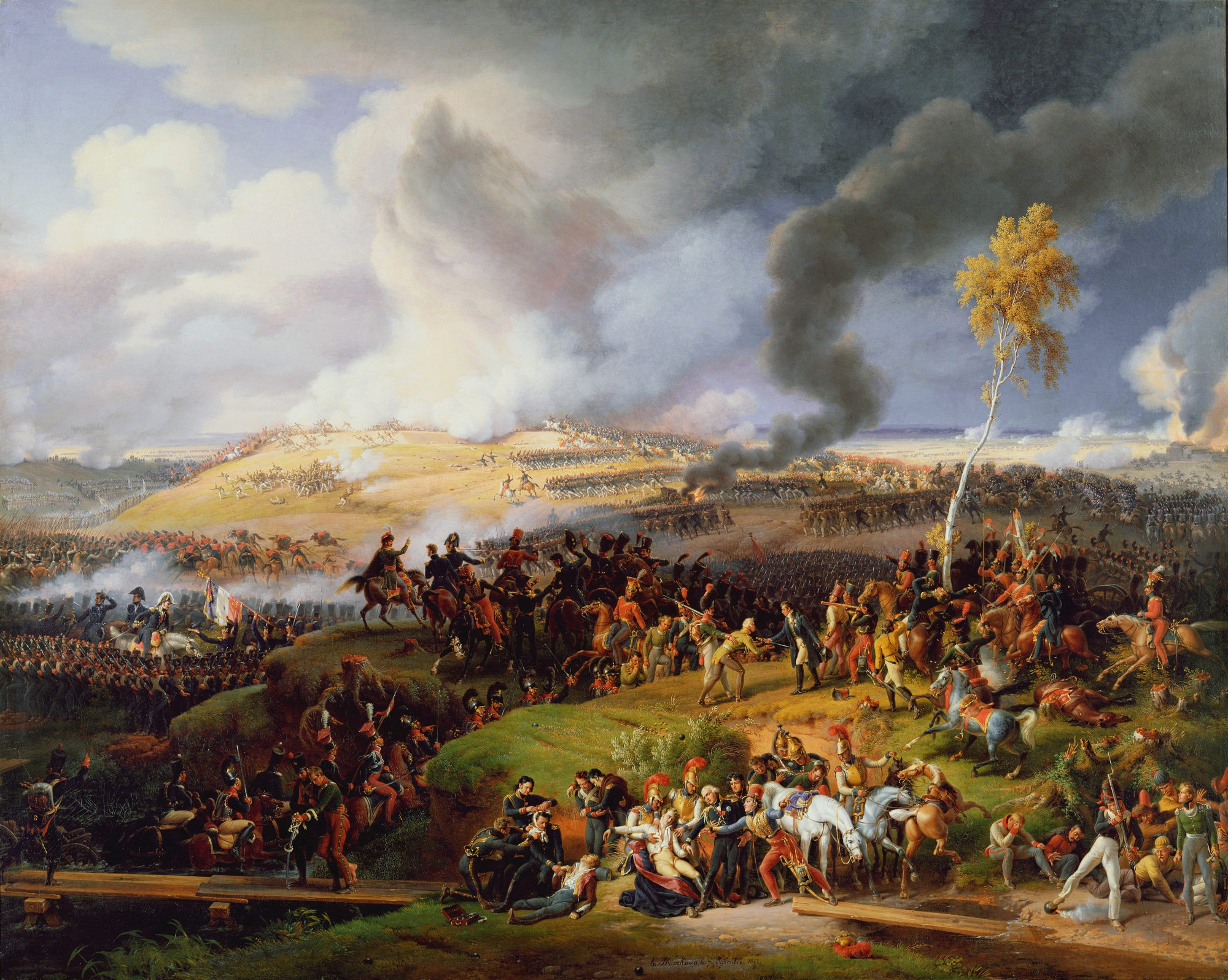
Битва при Бородино. На переднем плане в центре генерал Ларибуазьер (с седыми волосами) оплакивает гибель сына. Художник - генерал Луи Лежен.
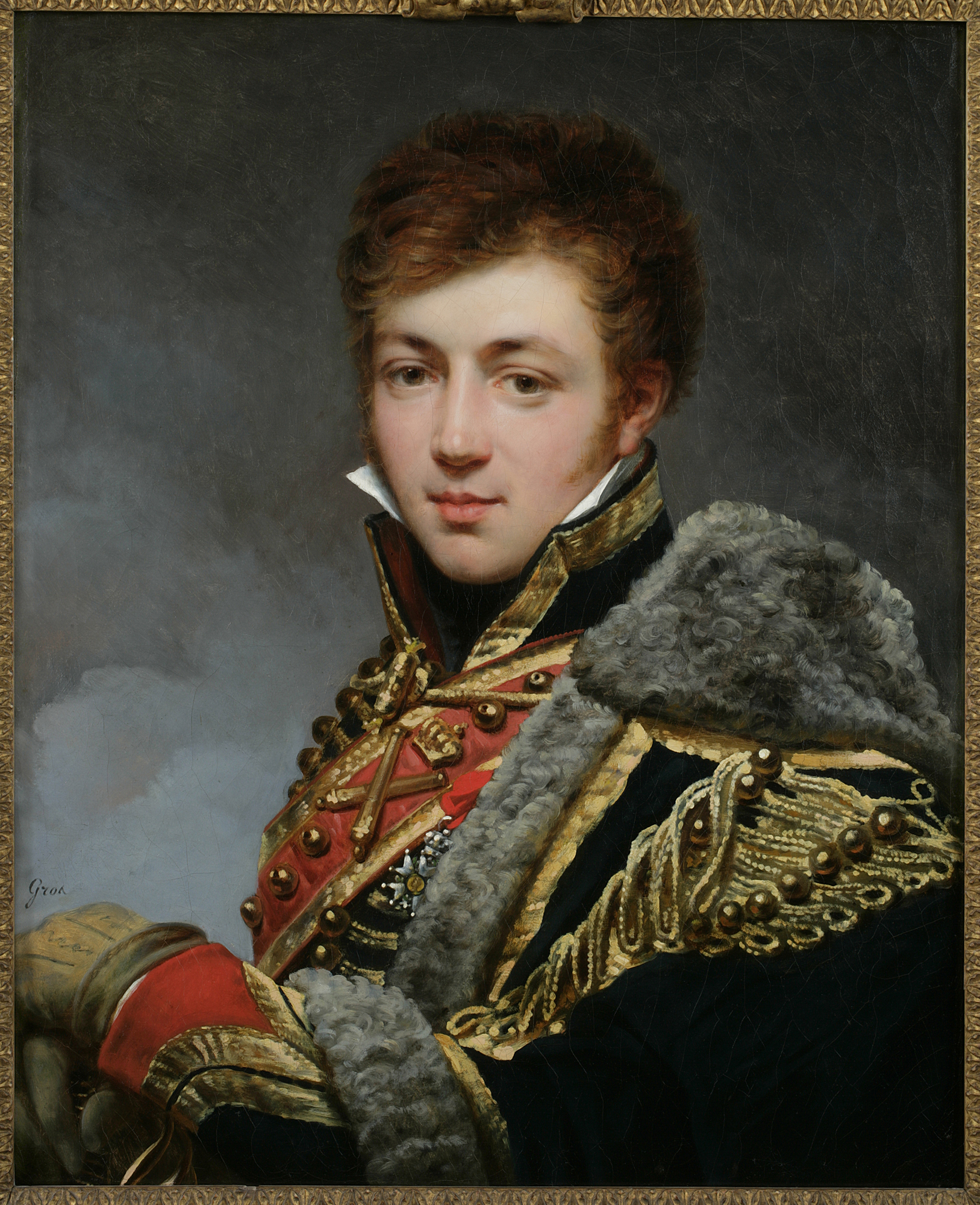
Старший сын - Оноре де Ларибуазьер (1788-1868) в чине капитана. Портрет работы Антуна Жана Гро. Впоследствии - полковник и сенатор.
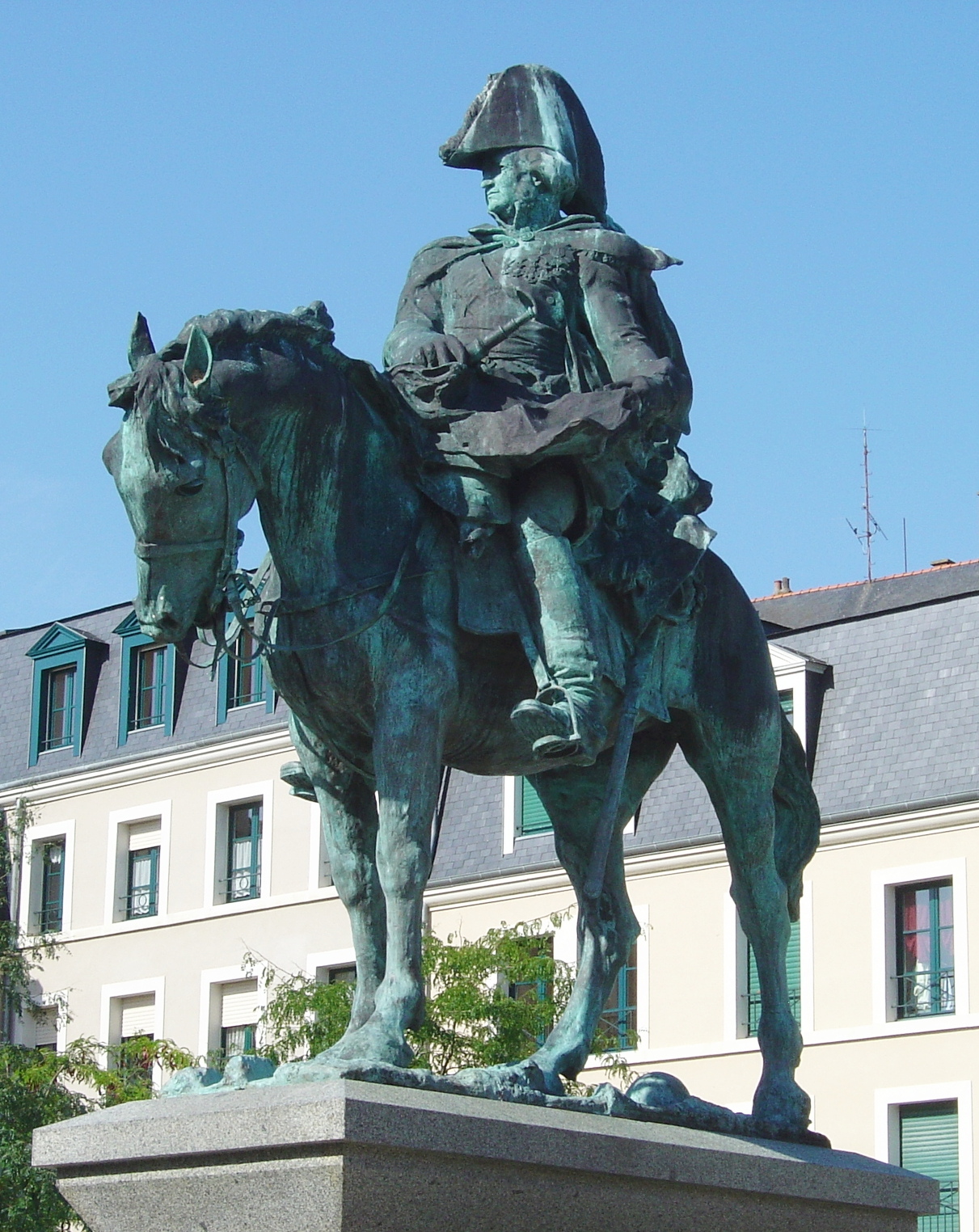
Конный памятник генералу Ларибуазьеру в родном городе Фужере.
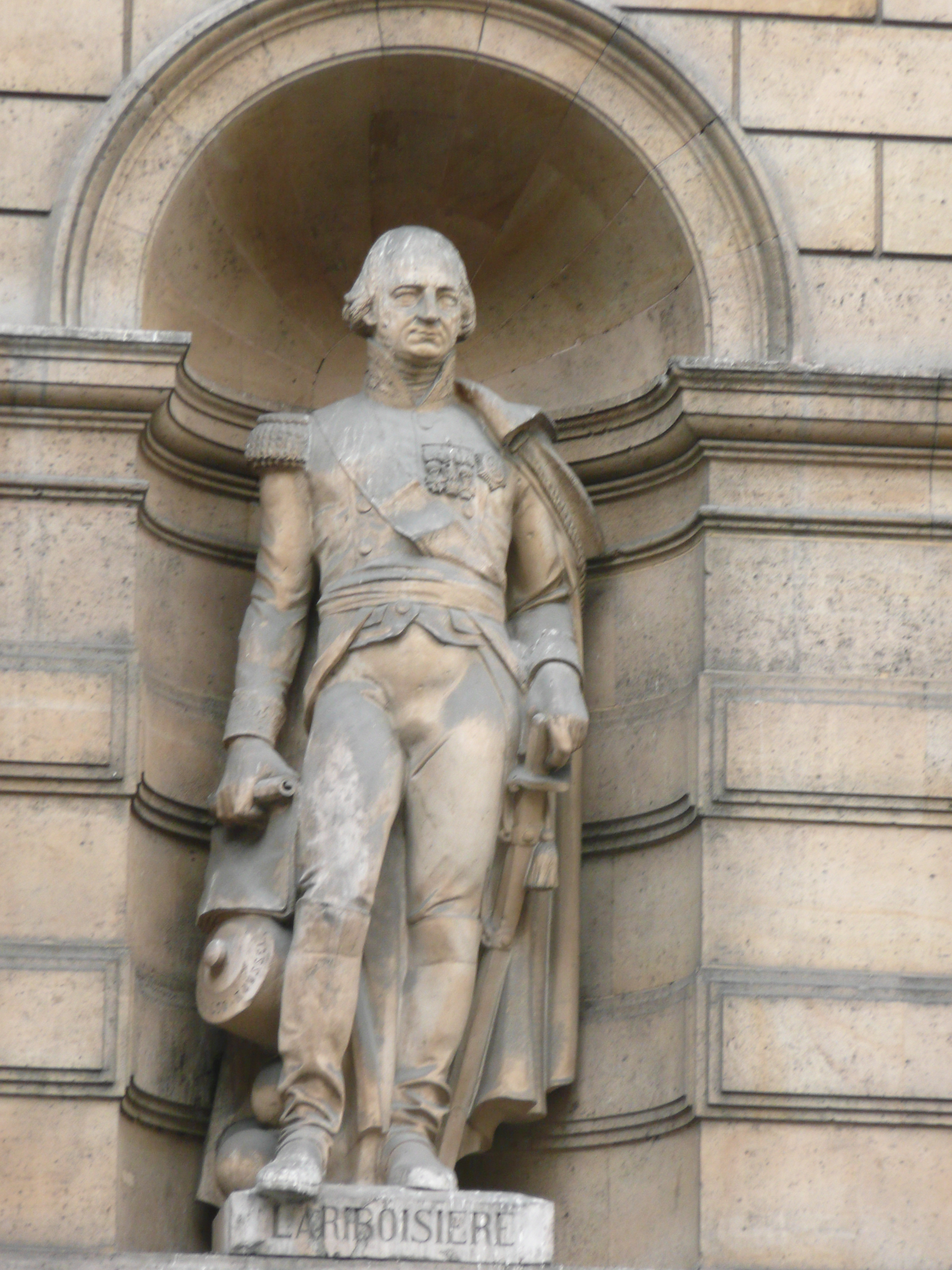
Памятник генералу Ларибуазьеру в Париже.